# Onthophagus justei
Onthophagus justei är en skalbaggsart som beskrevs av Walter 1989. Onthophagus justei ingår i släktet Onthophagus och familjen bladhorningar. Inga underarter finns listade i Catalogue of Life.